# Clermont-Savès
Clermont-Savès is een gemeente in het Franse departement Gers (regio Occitanie) en telt 164 inwoners (1999). De plaats maakt deel uit van het arrondissement Auch.

## Geografie
De oppervlakte van Clermont-Savès bedraagt 5,1 km², de bevolkingsdichtheid is 32,2 inwoners per km².
De onderstaande kaart toont de ligging van Clermont-Savès met de belangrijkste infrastructuur en aangrenzende gemeenten.

## Demografie
Onderstaande figuur toont het verloop van het inwonertal (bron: INSEE-tellingen).